# IC 1396

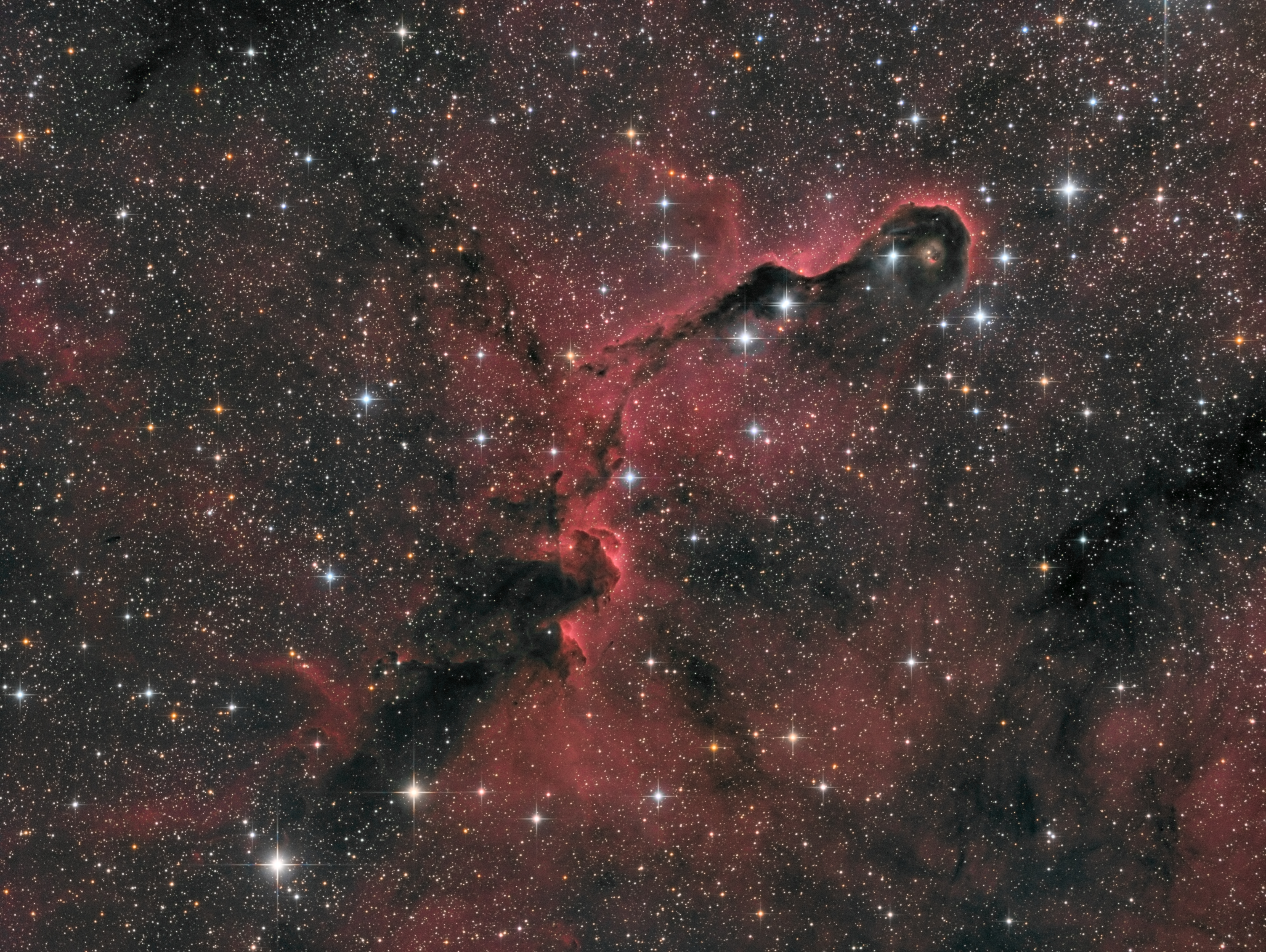
IC 1396A Sloní chobot amatérským dalekohledem

IC 1396 je mladá otevřená hvězdokupa (Cr 439, Trumpler 37) obklopená oblastí HII (Sh2-131) v souhvězdí Cefea. Od Země je vzdálená 2 700 světelných let. Objevil ji Edward Emerson Barnard v srpnu 1893.
Díky její malé vzdálenosti od Země je mlhovina na obloze poměrně rozsáhlá, její úhlová velikost je 170′×140′. I samotná hvězdokupa je rozlehlá, ale také dost rozptýlená, takže její úhlová velikost se obtížně odhaduje na přibližně jeden stupeň.
Stáří hvězdokupy se odhaduje na pouhých 11 milionů let a v tmavých oblastech mlhoviny pravděpodobně stále vznikají další hvězdy.
Nejvýraznější tmavá oblast v této mlhovině je díky svému tvaru známa jako Sloní chobot (vdB 142). Hvězdokupa je součástí OB asociace s názvem Cepheus OB2.